# アサラジ!
『アサラジ!』は、2019年4月から2021年3月28日に、RKB毎日放送（RKBラジオ）で放送されていた、生活情報ワイド番組である。

## 番組概要
日曜午前帯にふさわしい新しい情報・心地よい音楽を、"アラカン世代"パーソナリティの坂口卓司がおくる番組。男性パーソナリティが1人で担当するワイド番組は、RKBでは「スーパー・ヒット・コレクション」以来約20年ぶり。

## 放送時間
- 日曜日 9:00 - 13:00（JST。2020年10月 - 2021年3月）
- 日曜日 9:40 - 13:00（JST。2019年7月 - 2020年9月）
- 日曜日 9:45 - 13:00（JST。2019年4月 - 6月）

## パーソナリティ
- 坂口卓司

## リポーター
- 中村美由紀
- 麦田陽子
- 明光院昌子
- 橋詰京美
- 村上幸子

## コーナー
- アサラジ!クイズ
- ヨドバシカメラpresents ロバートの家電研究所…フロート番組
- アサラジ!ジャーナル
- 藤清光のよかもんはよか!
- スナッピーの道の駅劇場
- はがき随筆
- くにまる野崎のヒガシマルうすくち道場…フロート番組
- ここいろ気分in福岡…フロート番組
- ザ・ピンチーズがやってきた
- アサラジ!クイズ 正解と当選者発表
- YOKATOKO!福岡